# 岸和田市立太田小学校
岸和田市立太田小学校（きしわだしりつ おおたしょうがっこう）は、大阪府岸和田市にある公立小学校である。2012年（平成24年）現在の児童数は514名である。

## 沿革
- 1983年（昭和58年）4月 - 岸和田市立太田小学校創立。